# Yunliang He
Yunliang He (kinesiska: 运粮河) är ett vattendrag i Kina. Det ligger i provinsen Liaoning, i den nordöstra delen av landet, omkring 91 kilometer norr om provinshuvudstaden Shenyang.
Genomsnittlig årsnederbörd är 918 millimeter. Den regnigaste månaden är juli, med i genomsnitt 209 mm nederbörd, och den torraste är januari, med 8 mm nederbörd.